# Nature morte avec planche à dessin et oignons
Nature morte avec planche à dessin et oignons est un tableau réalisé par le peintre néerlandais Vincent van Gogh en 1889. Cette huile sur toile est une nature morte représentant un dessus de table où l'on distingue notamment quatre oignons, une pipe et un livre, l'Annuaire de la santé de François-Vincent Raspail. Elle est conservée au musée Kröller-Müller, à Otterlo.

## Contexte
Le 23 décembre 1888, Van Gogh est pris d'un accès de folie où il se coupe l'oreille, il entre à l'hôpital d'Arles le 25 décembre et en ressort le 7 janvier 1889. Il connait alors une phase de répit où, dans ses lettres à Théo, il explique qu'il s'est remis à peindre des natures mortes.  La première d'entre elles est Nature morte avec planche à dessin et oignons (janvier 1889),. 
Van Gogh est alors dans l'année qui précède celle de sa mort, survenue en juillet 1890.

## Description
Sur une table, Van Gogh a déposé une assiette d'oignons sur une planche à dessin. Elle est entourée d'objets : une bouteille vide et un pichet ou un broc plein (de vin ou de café), une bougie en train de se consumer, une boite d'allumettes et de la cire à cacheter, un manuel (l'annuaire de la santé de Raspail), une enveloppe timbrée, une pipe et du tabac,.
L'œuvre joue sur un contraste de couleurs, le jaune de la planche à dessin en coup de pinceau horizontal, le vert et le bleu (notamment du carrelage) en vertical. Les couleurs sont cependant moins intenses et les contrastes moins violents, mieux contrôlés que dans ses œuvres de l'été-automne 1888, alors qu'il était encore avec Gauguin,.

## Interprétations
Cette nature morte est interprétée comme un autoportrait, car Van Gogh présente des objets qui font sens dans sa vie quotidienne, en rapport avec une symbolique personnelle.
La chandelle allumée représente le temps qui passe, celui qui lui reste à vivre, dans la tradition picturale des vanités. Les autres objets sont ceux qui l'aident à vivre. La bouteille vide (probablement d'absinthe) semble indiquer qu'elle a été remplacée par le vin ou le café, la pipe et le tabac. La vie de Van Gogh parait dépendre aussi des oignons (la nourriture des pauvres), de sa correspondance avec son frère Théo (l'enveloppe timbrée), et du manuel de santé de Raspail dont il suivait les conseils,,.
L'enveloppe timbrée a fait l'objet d'une analyse particulière : il s'agirait d'une lettre recommandée timbre normal de 15 centimes et timbre supplémentaire de 25 centimes. La marque postale 67 correspond au bureau de poste de la place des Abbesses, de Paris Montmartre, où la lettre recommandée a été affranchie. La lettre serait donc celle reçue le 23 décembre 1888 de son frère Théo et qui contenait aussi un billet de cent francs.

## Postérité
Le tableau fait partie des « 105 œuvres décisives de la peinture occidentale » constituant le musée imaginaire de Michel Butor.